# Peter Medawar
Peter Brian Medawar (Rio de Janeiro, 28. veljače, 1915. – 2. listopada, 1987., London) bio je britanski znanstvenik rođen u Brazilu, najpoznatiji po svojem doprinosu imunologiji. Godine 1960. zajedno je s Frankom Macfarlaneom Burnetom dobio Nobelovu nagradu za fiziologiju ili medicinu za demonstraciju stečene imunološke tolerancije.

## Vanjske poveznice
- Životopis na internet stranicama Nobelove nagrade